# Thelypteris ekmanii
Thelypteris ekmanii är en kärrbräkenväxtart som beskrevs av Alan Reid Smith och David Bruce Lellinger. Thelypteris ekmanii ingår i släktet Thelypteris och familjen Thelypteridaceae. Inga underarter finns listade.